# Asme
Asme, pseudonimo di Asmerom Tsigabu (27 ottobre 1996), è un rapper svedese di origini eritree.

## Biografia
Asme è salito alla ribalta col singolo No Mercy, prima entrata in top five nella Sverigetopplistan certificata doppio platino dalla IFPI Sverige. Il suo album in studio d'esordio, Tusen Flows (2021), è arrivato al vertice della classifica svedese e ha accumulato oltre 30 000 unità, venendo certificato doppio platino; il disco, vincitore di un premio Grammis, ha prodotto la hit Färger, certificata triplo platino.
Al primo LP hanno fatto seguito Tusen Flows 2 (platino; 2022) e Spår av blod (2023), classificatisi rispettivamente 2º e 1º nella graduatoria LP svedese; l'ultimo è stato candidato per il Grammis all'hip hop dell'anno.
Nel giugno 2025 è stato presentato il quarto disco di inediti, dal titolo The World Is Yours; esso è entrato al 4º posto della Sverigetopplistan.

## Discografia

### Da solista

#### Album in studio
- 2021 – Tusen Flows
- 2022 – Tusen Flows 2
- 2023 – Spår av blod
- 2025 – The World Is Yours

#### EP
- 2018 – Vågor & fåglar (con Aden)
- 2020 – Blodigt
- 2024 – Drömmar till diamanter (con Shiro)

#### Singoli
- 2017 – Kasse (con Aden)
- 2017 – Skiner (con Aden)
- 2018 – No Mercy
- 2018 – Favela (con Aden)
- 2019 – Granddaddy Purple (con Aden)
- 2019 – 1 mill (con 1.Cuz e Gidde)
- 2020 – 14
- 2020 – C'est la vie (con BL)
- 2020 – Blod
- 2020 – 2 sicarios (con Don V)
- 2020 – Shooting Range
- 2020 – Stordåd (con 24K)
- 2021 – Dawgs
- 2021 – Shoot
- 2021 – Paparazzi
- 2022 – Poppis
- 2022 – Bella
- 2022 – Trap
- 2022 – Dirty (con Owen)
- 2023 – Frossa
- 2023 – Gangster syndrom (con Sticky)
- 2023 – Sjunka
- 2023 – Whina
- 2023 – Konstnärer (con Shiro)
- 2023 – Gas
- 2024 – Lean & Sprite (con Owen)
- 2024 – Hemsk (con Sarettii)
- 2024 – Fin & Bad
- 2024 – Aiko (con Shiro)
- 2024 – Ole dole doff (con Shiro)
- 2025 – Land till land (con Trobi)
- 2025 – Secret (con Owen)
- 2025 – Madonna
- 2025 – Med oss (con 24K e Romanos)

### Aden x Asme
- 2019 – 12 till 12
- 2021 – Sista 12